# 부산광역시 부시장
부산광역시 부시장(釜山廣域市 副市長)은 부산광역시장을 보좌하여 부산광역시청의 사무를 관장하는 고위공무원이다.
부시장으로는 행정부시장 1인, 경제부시장 1인을 두며, 행정부시장은 국가직 가급 상당의 고위공무원으로, 경제부시장은 지방관리관으로 보한다.
부산광역시장의 사고시 행정부시장, 경제부시장의 순으로 그 직무를 대행한다.

## 현임 부시장
- 행정부시장: 이준승
- 미래혁신부시장: 성희엽

## 역대 부시장

### 경상남도 부산부 부부윤
| 대수 | 이름                | 임기                               | 기타                                                                |
| ---- | ------------------- | ---------------------------------- | ------------------------------------------------------------------- |
| 대리 | 오타 고로(太田吾朗) | 1945년 8월 16일 ~ 1945년 9월 17일  | 부산부 총무과장으로 겸임, 조선총독부 부산부 총무국장(1945.5.14. ~ ) |
| 서리 | 양성봉(梁聖奉)      | 1945년 9월 17일 ~ 1945년 11월 25일 | 부산부 총무과장으로 겸임                                            |
| 1대  | 양성봉(梁聖奉)      | 1945년 11월 26일 ~ 1946년 1월 24일 |                                                                     |
| 대리 | 팃키(Tukey)         | 1946년 1월 25일 - 1946년 9월 11일  |                                                                     |
| 대리 | 신원재(愼源縡)      | 1946년 9월 12일 - 1947년 9월 1일   | 총무국장으로 대리, 밀양군수 전출                                    |
| 2대  | 하을춘(河乙春)      | 1947년 9월 2일 - 1949년 2월 12일   |                                                                     |
| 3대  | 임종국(林鍾國)      | 1949년 2월 12일 - 1949년 8월 12일  | 총무과장으로 겸직                                                   |

### 경상남도 부산시 부시장
- 1대 임종국(林鍾國) 1949년 8월 13일 - 1950년 4월 27일, 부산시로 명칭 변경
- 2대 손영수(孫永壽) 1950년 4월 27일 - 1952년 5월 6일, 시장으로 승진
- (대행) 김재술(金在述) 1952년 5월 7일 - 1952년 8월 7일
- 3대 김재술(金在述) 1952년 8월 8일 - 1954년 8월 15일, 총무과장에서 승진
- 4대 김종규(金鍾圭) 1954년 8월 16일- 1955년 3월 8일
- 5대 배기정(裴基貞) 1955년 3월 9일 - 1955년 8월 7일
- 6대 임종국(林鍾國) 1955년 8월 8일 - 1960년 5월 26일
- 7대 이백순(李泊淳) 1960년 5월 27일 - 1961년 5월 20일, 밀양군수에서 도임
- 8대 심상선(沈相宣) 1961년 5월 20일 - 1961년 8월 11일, 육군 대령
- 9대 심상선(沈相宣) 1961년 8월 12일 - 1961년 11월 17일, 육군 대령
- (대행) 최재영(崔在榮) 1961년 11월 17일 - 1961년 12월 13일, 예비역 대령
- 10대 최재찬(崔在粲) 1961년 12월 13일 - 1963년 1월 31일

### 부산시 기획조정관
- 최재영(崔在榮) 1961년 7월 30일 - 1961년 12월 12일
- 김기수(金基洙) 1961년 12월 13일 - 1963년 9월 22일

### 부산직할시 부시장
| 대수 | 이름           | 임기                               | 비고                |
| ---- | -------------- | ---------------------------------- | ------------------- |
| 1대  | 최재영(崔在榮) | 1963년 1월 31일 ~ 1963년 9월 22일  |                     |
| 2대  | 김기수(金基洙) | 1963년 9월 23일 ~ 1965년 4월 12일  | 기획조정관에서 승진 |
| 3대  | 이기수(李基洙) | 1965년 4월 13일 ~ 1966년 3월 1일   |                     |
| 4대  | 양택식(梁鐸植) | 1966년 3월 2일 ~ 1966년 4월 12일   |                     |
| 5대  | 김덕엽(金德燁) | 1966년 4월 13일 ~ 1966년 8월 31일  |                     |
| 6대  | 허련(許鍊)     | 1966년 9월 1일 ~ 1969년 2월 28일   |                     |
| 7대  | 남문희(南文熙) | 1969년 3월 4일 ~ 1969년 7월 22일   |                     |
| 8대  | 강신익(姜信翼) | 1969년 7월 23일 ~ 1970년 7월 19일  |                     |
| 9대  | 남문희(南文熙) | 1970년 7월 20일 ~ 1971년 8월 10일  |                     |
| 10대 | 장형태(張炯泰) | 1971년 8월 7일 ~ 1971년 10월 12일  |                     |
| 11대 | 장형태(張炯泰) | 1971년 10월 13일 ~ 1972년 7월 15일 |                     |
| 12대 | 서정화(徐廷和) | 1972년 7월 16일 ~ 1973년 1월 17일  |                     |
| 13대 | 강신익(姜信翼) | 1973년 1월 18일 ~ 1973년 7월 17일  |                     |
| 14대 | 홍승순(洪承洵) | 1973년 7월 18일 ~ 1975년 7월 23일  |                     |
| 15대 | 김학중(金學重) | 1975년 7월 24일 ~ 1977년 7월 18일  |                     |
| 16대 | 남영우(南永祐) | 1977년 7월 18일 ~ 1978년 7월 31일  |                     |
| 17대 | 전영춘(田英春) | 1978년 8월 1일 ~ 1980년 5월 7일    |                     |
| 18대 | 정규남         | 1980년 5월 8일 ~ 1981년 6월 24일   |                     |

### 부산직할시 제1부시장
| 대수 | 이름           | 임기                              | 비고 |
| ---- | -------------- | --------------------------------- | ---- |
| 19대 | 이남두(李南斗) | 1981년 6월 25일 ~ 1981년 11월 9일 |      |

### 부산직할시 제2부시장
| 대수 | 이름           | 임기                              | 비고 |
| ---- | -------------- | --------------------------------- | ---- |
| 19대 | 박봉휘(朴峰輝) | 1981년 6월 25일 ~ 1981년 11월 9일 |      |

### 부산직할시 부시장
| 대수 | 이름           | 임기                                | 비고 |
| ---- | -------------- | ----------------------------------- | ---- |
| 20대 | 이남두(李南斗) | 1981년 11월 10일 ~ 1982년 7월 8일   |      |
| 21대 | 백세현(白世鉉) | 1982년 7월 9일 ~ 1982년 12월 27일   |      |
| 22대 | 이효계         | 1983년 12월 28일 ~ 1983년 12월 25일 |      |
| 23대 | 성해기         | 1983년 12월 26일 ~ 1985년 12월 12일 |      |
| 24대 | 김대양         | 1985년 12월 13일 ~ 1987년 7월 3일   |      |
| 25대 | 김영환         | 1987년 7월 4일 ~ 1988년 1월 3일     |      |
| 26대 | 박부찬(朴富賛) | 1988년 1월 4일 ~ 1989년 12월 26일   |      |
| 27대 | 곽만섭         | 1989년 12월 27일 ~ 1993년 3월 15일  |      |
| 28대 | 안명필(安明弼) | 1993년 3월 16일 ~ 1994년 9월 23일   |      |
| 29대 | 진만현(陣滿鉉) | 1994년 9월 24일 ~ 1994년 12월 31일  |      |

### 부산광역시 부시장
| 대수 | 이름           | 임기                             | 비고 |
| ---- | -------------- | -------------------------------- | ---- |
| 29대 | 진만현(陣滿鉉) | 1995년 1월 1일 ~ 1995년 6월 30일 |      |

### 부산광역시 행정부시장
| 대수     | 이름           | 임기                               | 비고 |
| -------- | -------------- | ---------------------------------- | ---- |
| 30대     | 진만현(陣滿鉉) | 1995년 7월 1일 ~ 1997년 3월 20일   |      |
| 31대     | 최인섭         | 1997년 3월 21일 ~ 1999년 4월 20일  |      |
| 직무대행 | 전진           | 1999년 5월 1일 ~ 1999년 8월 31일   |      |
| 32대     | 전진           | 1999년 9월 1일 ~ 2001년 10월 4일   |      |
| 33대     | 오거돈         | 2001년 10월 5일 ~ 2004년 5월 13일  |      |
| 직무대행 | 안준태         | 2004년 5월 14일 ~ 2004년 6월 14일  |      |
| 34대     | 김구현         | 2004년 6월 15일 ~ 2005년 12월 31일 |      |
| 직무대행 | 안준태         | 2006년 1월 3일 ~ 2006년 2월 27일   |      |
| 35대     | 이권상         | 2006년 2월 28일 ~ 2007년 9월 28일  |      |
| 36대     | 안준태         | 2007년 10월 1일 ~ 2008년 12월 29일 |      |
| 직무대리 | 배영길         | 2009년 1월 8일 ~ 2009년 1월 20일   |      |
| 37대     | 배영길         | 2009년 1월 21일 ~ 2010년 11월 23일 |      |
| 38대     | 고윤환         | 2010년 12월 8일 ~ 2012년 1월 5일   |      |
| 39대     | 김종해         | 2012년 1월 6일 ~ 2014년 8월 12일   |      |
| 직무대리 | 정경진         | 2014년 8월 12일 ~ 2014년 8월 21일  |      |
| 40대     | 정경진         | 2014년 8월 22일 ~ 2016년 12월 31일 |      |
| 41대     | 박재민         | 2017년 1월 1일 ~ 2018년 8월 12일   |      |
| 42대     | 정현민         | 2018년 8월 13일 ~ 2019년 1월 29일  |      |
| 43대     | 변성완         | 2019년 1월 30일 ~ 2021년 1월 26일  |      |
| 직무대리 | 김선조         | 2021년 1월 26일 ~ 2021년 1월 28일  |      |
| 44대     | 이병진         | 2021년 1월 29일 ~ 2023년 1월 26일  |      |
| 직무대리 | 이성권         | 2023년 1월 26일 ~ 2023년 1월 29일  |      |
| 45대     | 안병윤         | 2023년 1월 30일 ~ 2023년 11월 30일 |      |
| 46대     | 이준승         | 2023년 12월 7일 ~                  |      |

### 부산광역시 정무부시장
| 대수     | 이름   | 임기                              | 비고 |
| -------- | ------ | --------------------------------- | ---- |
| 직무대행 | 최인섭 | 1995년 7월 1일 ~ 1995년 8월 15일  |      |
| 30대     | 오세민 | 1995년 8월 16일 ~ 1998년 3월 7일  |      |
| 직무대행 | 최인섭 | 1998년 3월 8일 ~ 1998년 9월 15일  |      |
| 31대     | 남충희 | 1998년 9월 16일 ~ 2000년 11월 7일 |      |
| 32대     | 오거돈 | 2000년 11월 8일 ~ 2001년 10월 4일 |      |
| 33대     | 노기태 | 2001년 10월 5일 ~ 2003년 1월 20일 |      |
| 34대     | 허남식 | 2003년 1월 29일 ~ 2004년 5월 10일 |      |
| 직무대행 | 안준태 | 2004년 5월 11일 ~ 2004년 6월 14일 |      |
| 35대     | 안준태 | 2004년 6월 15일 ~ 2006년 7월 3일  |      |
| 36대     | 이경훈 | 2006년 7월 4일 ~ 2007년 12월 28일 |      |
| 37대     | 정락형 | 2008년 1월 22일 ~ 2010년 7월 5일  |      |

### 부산광역시 경제부시장
| 대수     | 이름   | 임기                                | 비고                            |
| -------- | ------ | ----------------------------------- | ------------------------------- |
| 38대     | 이기우 | 2010년 7월 12일 ~ 2011년 11월 3일   |                                 |
| 직무대리 | 이영활 | 2011년 11월 4일 ~ 2011년 11월 6일   | 정책기획실장으로 직무대리       |
| 39대     | 이영활 | 2011년 11월 7일 ~ 2014년 7월 9일    |                                 |
| 직무대리 | 정경진 | 2014년 7월 10일 ~ 2014년 8월 6일    | 정책기획실장으로 직무대리       |
| 40대     | 김규옥 | 2014년 8월 7일 ~ 2016년 12월 31일   |                                 |
| 41대     | 김영환 | 2017년 1월 1일 ~ 2017년 12월 31일   |                                 |
| 42대     | 김기영 | 2018년 1월 1일 ~ 2018년 6월 30일    |                                 |
| 43대     | 유재수 | 2018년 7월 1일 ~ 2019년 11월 21일   |                                 |
| 직무대리 | 김윤일 | 2019년 11월 22일 ~ 2019년 12월 19일 | 일자리경제실장으로 직무대리     |
| 44대     | 박성훈 | 2019년 12월 20일 ~ 2020년 4월 23일  |                                 |
| 직무대리 | 김윤일 | 2020년 4월 23일 ~ 2020년 4월 26일   | 일자리경제실장으로 직무대리     |
| 44대     | 박성훈 | 2020년 4월 27일 ~ 2021년 1월 6일    |                                 |
| 직무대리 | 김윤일 | 2021년 1월 7일 ~ 2021년 4월 19일    | 일자리경제실장으로 직무대리     |
| 45대     | 김윤일 | 2021년 4월 20일 ~ 2022년 5월 9일    |                                 |
| 직무대리 | 이준승 | 2022년 5월 10일 ~ 2022년 7월 5일    | 디지털경제혁신실장으로 직무대리 |
| 46대     | 이성권 | 2022년 7월 6일 ~ 2023년 12월 28일   |                                 |
| 직무대리 | 신창호 | 2023년 12월 28일 ~ 2024년 1월 1일   | 디지털경제혁신실장으로 직무대리 |
| 47대     | 김광회 | 2024년 1월 2일 ~ 2024년 6월 30일    |                                 |

### 부산광역시 미래혁신부시장
| 대수     | 이름   | 임기                              | 비고                            |
| -------- | ------ | --------------------------------- | ------------------------------- |
| 47대     | 김광회 | 2024년 7월 1일 ~ 2025년 6월 27일  |                                 |
| 직무대리 | 김봉철 | 2025년 6월 27일 ~ 2025년 7월 14일 | 디지털경제혁신실장으로 직무대리 |
| 48대     | 성희엽 | 2025년 7월 14일 ~                 |                                 |

## 같이 보기
- 부산광역시장
- 서울특별시 부시장
- 부산부윤 (일제 강점기)